# Tru di
Tru di (chữ Hán: 誅夷) hay tộc tru (chữ Hán: 族誅), là một hình phạt tử hình tàn bạo từng được áp dụng dưới thời phong kiến ở các nước Đông Á như Trung Hoa, Triều Tiên, Nhật Bản và Việt Nam. Hình phạt này xử tử không chỉ tội nhân mà còn cả gia tộc thân nhân của họ trong phạm vi nhiều đời.

## Khái lược
Theo từ điển Hán Việt Thiều Chửu thì: 
- "Tru" (誅): giết, kể rõ tội lỗi ra mà giết đi gọi là tru, giết cả kẻ nọ kẻ kia không những một người cũng gọi là tru;
- "Di" (夷): giết hết, xưa ai có tội nặng thì giết hết cả chín họ gọi là di.
- "Tộc" (族): Loài, dòng dõi, con cháu cùng liên thuộc với nhau gọi là tộc. Từ cha con đến cháu là ba dòng (tam tộc, 三族), từ ông cao tổ đến cháu huyền gọi là chín dòng (cửu tộc, 九族). Giết cả cha mẹ vợ con gọi là diệt tộc (滅族).

Hình phạt tru di dựa trên quan hệ gia đình truyền thống trong xã hội cổ đại Trung Quốc. Hình phạt này thường áp dụng cho các tội danh nặng nhất theo quan niệm của phong kiến Trung Hoa, bao gồm "thông địch phản quốc" (phản quốc, tư thông với kẻ địch), "khi quân phạm thượng" (dối vua, mạo phạm đến hoàng gia), "mật mưu tạo phản" (âm mưu nổi loạn, phản nghịch), "thao thiên tử tội" (tội chết nặng nề). Trong chế độ quân chủ chuyên chế, hình phạt này nhằm diệt trừ hậu hoạn, nhổ tận gốc những ảnh hưởng từ tội nhân cùng với thân nhân của họ, đồng thời củng cố uy quyền tối cao của hoàng đế. Xử lăng trì hoặc chém đầu thị chúng là những phương thức hành quyết chủ yếu trong hình phạt tru di. 

## Lịch sử
Hình phạt tru di được cho rằng khởi thủy từ triều Thương trong lịch sử Trung Quốc. Bấy giờ, hình phạt này được gọi là nhị điễn (劓殄), xử tử tội nhân cùng với con cái của họ. Sách Sử ký, thiên "Triệu thế gia", có chép vụ án Tru di thời Xuân Thu, khi viên quan nước Tấn là Đồ Ngạn Cổ được sự đồng ý của Tấn Cảnh công, đem quân tru diệt toàn bộ gia tộc công thần Triệu Sóc. Sự kiện này là nguyên mẫu để tác gia Kỷ Quân Tường thời nhà Nguyên sáng tác vở tạp kịch Con côi nhà họ Triệu nổi tiếng. Tuy nhiên, theo các nhà nghiên cứu thì giai thoại này có lẽ là hư cấu.
Đến thời Tần, các hình phạt tru di trở nên nghiêm khắc hơn dưới thời Tần Thủy Hoàng, khi được mở rộng lên phạm vi "tam tộc" (3 dòng), "ngũ tộc" (5 dòng), "thất tộc" (7 dòng). Để duy trì quyền cai trị của mình, Tần Thủy Hoàng quy định những hành động lừa dối, bôi nhọ thiên tử và nghiên cứu những tác phẩm văn học bị cấm sẽ bị tru di. Sự gia tăng chuyên chế này đã đẩy nhanh quá trình diệt vong của nhà Tần. Dưới thời Hán, mặc dù vẫn kế thừa hình phạt tru di, nhưng đã ôn hòa hơn. Trong nhiều trường hợp, hoàng đế sẽ rút lại bản án, và vì vậy các vụ tru di hiếm hơn nhiều so với thời nhà Tần. Tuy nhiên, vào cuối thời Đông Hán, các vụ tru di xảy ra thường xuyên hơn do quyền lực của các hoàng đế phần lớn bị rơi vào tay quyền thần, nổi bật là hai vụ tru di Đổng Trác và Đổng Thừa là do các quyền thần Vương Doãn và Tào Tháo ra lệnh.
Đến thời Tùy, hình phạt này bị Tùy Văn đế phế trừ, nhưng sau Tùy Dạng đế lại cho khôi phục và mở rộng đến cả "cửu tộc" (9 dòng). Trong thời nhà Đường, hình phạt tru di chỉ được áp dụng cho những người âm mưu chống lại sự cai trị của Hoàng đế, đối tượng hành quyết là cha mẹ, trẻ em trên mười sáu tuổi và những người thân cận khác, và chỉ được áp dụng cho các tội phản quốc và nổi loạn.
Sang thời nhà Minh, các vụ tru di xảy ra nhiều hơn. Dưới thời Minh Thái Tổ, những người phạm tội phản quốc và nổi loạn sẽ bị tru di cùng với cha mẹ, ông bà, anh chị em của họ, con, cháu, những người sống chung với tội phạm không phân biệt quan hệ họ hàng, chú bác và con cái của anh chị em, cũng như cái chết cho chính những kẻ nổi loạn bằng cách xử lăng trì. Hoạn quan Lưu Cẩn, một thành viên thuộc nhóm Bát hổ, đã bị Minh Vũ Tông xử tử bằng hình thức này. Thậm chí, thời Minh Thành Tổ còn ra lệnh tru di đến "thập tộc" trong vụ án Văn Hiếu Nhụ, giết chết tổng cộng 873 người, không chỉ chín dòng gia tộc Phương Hiếu Nhụ, mà cả thân hữu, môn đồ của ông cũng vạ lây vì bị Minh Thành Tổ gộp lại cho thành dòng thứ 10.
Hình phạt tru di trong thời nhà Thanh là một sự bắt chước trực tiếp các quy định dưới thời nhà Minh. Hình phạt tàn khốc này chỉ được chính thức bãi bỏ vào năm 1905, cuối thời nhà Thanh.
Do ảnh hưởng đồng văn với Trung Hoa, trong lịch sử của các quốc gia Triều Tiên, Nhật Bản, Việt Nam, hình phạt tru di cũng được áp dụng trong các triều đình chuyên chế gây nên những vụ tàn sát thảm khốc nổi tiếng. Trong lịch sử Triều Tiên, hình phạt này được áp dụng dưới thời trị vì của Vua Chân Bình vương của Tân La (579-632) khi kẻ mưu phản Ichan Chilsuk (이찬 칠숙) cùng toàn bộ gia đình và người thân của ông ta bị hành quyết. Ngoài ra, vụ án Lệ Chi Viên trong lịch sử Việt Nam cũng chứng kiến cả nhà Nguyễn Trãi bị xử tội chết.
Có nhiều phán quyết đạo đức khác nhau liên quan đến hình phạt tru di trong thời cổ đại. Nó thường được coi là biểu tượng của phương pháp cai trị chuyên chế, trừng phạt bất công những thành viên vô tội trong gia đình chỉ vì tội của người trong họ. Giống như tất cả các hình thức tử hình tập thể, nó cũng nhằm mục đích răn đe đáng sợ đối với những tội ác nghiêm trọng nhất dưới thời phong kiến, thay vì chỉ là một hình thức trả thù.

## Tru di tam tộc
Có nhiều thuyết khác nhau về định nghĩa "tam tộc". Có thuyết cho rằng "tam tộc" là "phụ mẫu" (cha mẹ), "huynh đệ" (anh em), "thê tử" (vợ con). Thuyết khác cho rằng "tam tộc" chính là "phụ" (cha), "mẫu" (mẹ), thê (vợ). Cũng có thuyết lại cho "tam tộc" là "phụ" (cha), "tử" (con), "tôn" (cháu).
Vụ án tru di tam tộc đầu tiên được ghi nhận trong lịch sử Trung Quốc là vụ quyền thần Triệu Cao vu cho thừa tướng Lý Tư làm phản, mượn tay Tần Nhị thế xử tử 3 họ nhà Lý Tư. Tuy nhiên, về sau ba họ nhà Triệu Cao cũng bị chính vua Tần Tử Anh xử tử.
Trong lịch sử Việt Nam, vụ án tru di tam tộc nổi tiếng nhất là vụ án Lệ Chi Viên nhà Lê sơ khi lão thần Nguyễn Trãi và người thiếp là Nguyễn Thị Lộ bị vu tội giết vua Lê Thái Tông, bị triều đình khép án. Vào thời nhà Nguyễn, nhà thơ Cao Bá Quát cũng bị vua Tự Đức tru di tam tộc do cầm đầu cuộc khởi nghĩa chống lại triều đình.

## Tru di cửu tộc
Tương tự như "tam tộc", "cửu tộc" cũng có nhiều thuyết khác nhau. Các Nho gia đời Hán có 2 thuyết:

### Cửu tộc đời Chu
Theo Tộc chế đời nhà Chu, cửu tộc là 9 hạng người có liên hệ thân thuộc với bản thân phạm nhân:
1. Cha mẹ, anh chị em, con trai con gái.
2. Cô ruột.
3. Con chị em gái.
4. Cháu ngoại. (Bốn hạng người trên thuộc Tộc của cha)
5. Ông ngoại.
6. Bà ngoại.
7. Dì ruột. (Ba hạng người này thuộc Tộc của mẹ)
8. Cha vợ.
9. Mẹ vợ. (Hai hạng người này thuộc Tộc của vợ)

### Cửu tộc đời Tần
Đến thời nhà Tần, nhà Hán, Cửu Tộc đổi lại, lấy y theo thời vua Nghiêu vua Thuấn, tức là lấy người trong họ của cha, bà con trực hệ làm căn bản, từ bản thân suy lên 4 đời, và từ bản thân lấy xuống 4 đời, tổng cộng là 9 đời, kể ra sau đây:
1. Cao Tổ: Kỵ Nội.
2. Tằng Tổ: Cụ Nội.
3. Tổ Phụ: Ông Nội.
4. Phụ: Cha.
5. Ngang với phạm nhân: anh em trai ruột (thân huynh đệ), anh em họ trai khác họ (biểu huynh đệ), anh em họ trai cùng họ (đường huynh đệ/nhị tòng huynh đệ, tức những người cùng ông nội, cụ nội), có thể lấy đến chung 3 thế hệ (tam tòng huynh đệ, tức là những người cùng kỵ nội)
6. Nhi: Con trai con gái.
7. Tôn: Cháu nội.
8. Tằng tôn: Chắt
9. Huyền tôn: Chút.

Nhưng cho đến nay người ta vẫn quan niệm thông thường là lấy và hiểu 9 họ theo đời nhà Chu.

## Tru di thập tộc
Yên vương Chu Đệ cướp ngôi soán vị của cháu là Minh Huệ Đế. Phương Hiếu Nhụ viết lên 4 chữ "Yên tặc thoán vị" (燕賊篡位, Giặc Yên cướp ngôi), khiến Chu Đệ nổi giận đòi tru di cửu tộc. Họ Phương khi nghe còn cười khẩy, "Tru di thập tộc đã làm gì được ta nào!" Vì thế Chu Đệ đã gom cả môn sinh bằng hữu của họ Phương thành nhóm thứ 10. Tổng cộng có 873 người bị giết. Số người sống lưu vong, bị sung quân cũng lên đến hàng ngàn.
Trong bài thơ "Mộ kỳ lân" của thi hào Nguyễn Du có câu: "Bạo nộ nhất sính di thập tộc" (暴怒一逞夷十族, Để hả một cơn giận, giết cả mười họ người ta) chính là nhắc đến sự kiện này.